# 中山信一
中山 信一（なかやま しんいち、1945年6月5日 - ）は、日本の政治家、実業家。前鹿児島県議会議員（県民連合・当選2回）、元志布志町議会議員。太久保酒造株式会社代表取締役社長、有限会社中山信商店代表取締役社長。

## 来歴
2003年4月13日に行われた鹿児島県議会議員選挙に曽於郡選挙区（定数3）より無所属で出馬。同選挙区はそれまで自民党公認の候補者が無投票で当選するケースが多かったが中山の出馬により一転、激しい選挙戦が繰り広げられ中山が3位で当選した。選挙の結果は以下のとおり。
| 当落 | 候補者名 | 年齢 | 所属党派   | 新旧別 | 得票数   | 得票率 |
| ---- | -------- | ---- | ---------- | ------ | -------- | ------ |
| 当   | 徳留紀寿 | 63   | 自由民主党 | 現     | 17,196票 | 29.55% |
| 当   | 森義夫   | 69   | 自由民主党 | 現     | 16,472票 | 28.31% |
| 当   | 中山信一 | 57   | 無所属     | 新     | 13,312票 | 22.88% |
| 落   | 市ヶ谷誠 | 49   | 自由民主党 | 現     | 11,205票 | 19.26% |

ところが、選挙の終了直後に中山本人や家族・支援者らが志布志町（当時）内の集落で4回にわたって現金を配り票の取りまとめを依頼したとして公職選挙法違反容疑で次々に逮捕される。その際、鹿児島県警志布志警察署の選挙違反取締本部から1年以上にわたる長期間の勾留を始め、違法な取り調べにより自白を強要されたとして3件の民事訴訟が起こされている。
2003年7月、保釈許可が下りないことを主な理由に議員を辞職。
2004年7月11日に行われた補欠選挙に出馬し返り咲きに挑むも、前回の選挙で落選した自民党公認候補の市ヶ谷誠に敗れる。選挙の結果は以下のとおり。
| 当落 | 候補者名 | 年齢 | 所属党派   | 新旧別 | 得票数   | 得票率 |
| ---- | -------- | ---- | ---------- | ------ | -------- | ------ |
| 当   | 市ヶ谷誠 | 50   | 自由民主党 | 元     | 28,822票 | 55.60% |
| 落   | 中山信一 | 59   | 無所属     | 元     | 23,018票 | 44.40% |

2006年1月1日、曽於郡に属していた松山町・志布志町・有明町が合併し、志布志市が発足。
2007年2月23日、鹿児島地方裁判所（谷敏行裁判長）は現金の授受が行われたとされる集会のうち2回は日時が特定されておらず、残り2回も中山のアリバイが成立するとして唯一の証拠とされた供述調書の信用性を否定。警察の違法な取り調べで自白を強要されたことを認定し、中山ら12名の被告全員に無罪判決が言い渡され、検察側の控訴断念により確定した。
同年4月8日に行われた県議会議員選挙では、志布志市の市制施行に伴い旧曽於郡選挙区を分割して新設された志布志市・曽於郡選挙区（定数1）より出馬。その際、志布志事件の争点化は避け「当選後に県議会で取り調べ可視化を求める」方針を表明。事件により知名度が高まったこともあり、3名が1議席を争う激戦を制して県議会議員への復帰を果たした。選挙の結果は以下のとおり。
| 当落 | 候補者名 | 年齢 | 所属党派   | 新旧別 | 得票数   | 得票率 |
| ---- | -------- | ---- | ---------- | ------ | -------- | ------ |
| 当   | 中山信一 | 61   | 無所属     | 元     | 12,034票 | 42.28% |
| 落   | 西高悟   | 47   | 無所属     | 新     | 8,605票  | 30.24% |
| 落   | 市ヶ谷誠 | 53   | 自由民主党 | 現     | 7,821票  | 27.48% |

2007年10月19日、志布志事件で無罪となった他の被告11名及び公判中に死去した1名の遺族5名と共に、総額2億6800万円の損害賠償を求めて国と鹿児島県を鹿児島地裁に提訴した。
2011年4月10日に行われた県議選では落選。
| 当落 | 候補者名 | 年齢 | 所属党派   | 新旧別 | 得票数   | 得票率 |
| ---- | -------- | ---- | ---------- | ------ | -------- | ------ |
| 当   | 西高悟   | 51   | 自由民主党 | 新     | 11,480票 | 47.37% |
| 落   | 中山信一 | 65   | 無所属     | 現     | 8,577票  | 35.39% |
| 落   | 草野力   | 56   | 無所属     | 新     | 4,179票  | 17.24% |

2015年4月12日に行われた県議選には不出馬。
同年5月15日、鹿児島地裁は、国と県双方に総額5980万円の支払いを命じる判決を言い渡した。5月28日、鹿児島地検と県警は控訴を断念するとそれぞれ発表した。